# Tünde
Tünde [tynde] nebo též vzácně Tündér je ženské křestní jméno maďarského původu. Pochází ze slova tündér, znamenající víla. Jméno bylo vytvořeno v roce 1830 spisovatelem Mihály Vörösmartyem v dramatické básni Csongor és Tünde. Podle maďarského kalendáře slaví svátek 2. dubna, 1. června a 10. listopadu.
V roce 2014 žilo na světě přibližně 59 604 nositelek jména Tünde, nejvíce z nich (95,8 %) v Maďarsku, kde jde o 24. nejčastější ženské jméno.

## Vývoj popularity
Nejvíce populární bylo jméno Tünde v Maďarsku mezi lety 1965 až 1974, kdy se narodilo 1 588 nositelek žijících k roku 2021.

## Známé osobnosti
- Tünde Bartha – maďarsko-slovenská manažerka
- Tünde Frankóová – maďarská operní pěvkyně
- Tünde Kiszelová – maďarská moderátorka a herečka
- Tünde Majsai-Nyilasová – maďarská herečka
- Tünde Murányiová – maďarská herečka
- Tünde Szabóová – maďarská plavkyně a politička